# Väg 13
Väg 13 er det tolvte studiealbum af den svenske musiker og sangskriver Eddie Meduza. Albummet blev udgivet i 1999 og er det første album, hvor han arbejder for bandet Ultima Thule. Dette er Eddies Meduzas første studioalbum med kun sange på svensk, og temaet på pladen er kritik af samfundet og de journalister og anmeldere, der kritiserede ham.
Albummet indeholder også en biografi om Errol Norstedt.

## Spor
Alle sange skrevet og komponeret af Eddie Meduza.
| #   | Titel                           | Længde |
| --- | ------------------------------- | ------ |
| 1.  | "Brännvin Å Öl Å Vin Å Whiskey" | 04:37  |
| 2.  | "Jag Bara Runkar"               | 03:35  |
| 3.  | "Göran Persson I Mitt Rövhål"   | 03:18  |
| 4.  | "Dra Skinnet Bakåt"             | 02:55  |
| 5.  | "Hoppla Lilla Åsna"             | 04:21  |
| 6.  | "Feta Fula Dumma Amerikaner"    | 05:08  |
| 7.  | "Jobba Som En Hund"             | 03:41  |
| 8.  | "Inte Börje"                    | 04:14  |
| 9.  | "Knugen, Silvia Och Jag"        | 03:54  |
| 10. | "Sju Idioter"                   | 03:03  |
| 11. | "Steka Körv"                    | 04:15  |
| 12. | "Tyskar Tyskar"                 | 03:27  |
| 13. | "Jävvla Jorrnalisst"            | 03:00  |
| 14. | "Runke Min Ball"                | 04:00  |

### Sangtitler på dansk
- Brännvin Å' Öl Å' Vin Å' Whiskey - Brændevin Og Øl Og Vin Og Whisky.
- Jag Bara Runkar - Jag Bare Spiller.
- Göran Persson I Mitt Rövhål - Göran Persson I Mit Røvhul.
- Dra Skinnet Bakåt - Træk Huden Bagud.
- Hoppla Lilla Åsna - Hyp Lille Æsel.
- Feta Fula Dumma Amerikaner - Fede Grimme Dumme Amerikanere.
- Jobba Som En Hund - Arbejd Som En Hund.
- Inte Börje - Ikke Börje.
- Knugen, Silvia Och Jag - Knogen, Silvia Og Mig (Sveriges konge kaldes "Knugen").
- Sju Idioter - Syv Idioter.
- Steka Körv - Stege Pølse.
- Tyskar, Tyskar - Tyskere, Tyskere.
- Jävvla Jorrnalisst - Forbandet Journalist!
- Runke Min Ball - Spille Min Bold.

## Medvirkende
- Errol Norstedt - Sang, guitar, bas, keyboards, tekniker
- Staffan "Ringo" Karlsson - Trommer